# Lord Lovat

Wappen des Lord Lovat

Lord Lovat ist ein erblicher britischer Adelstitel in der Peerage of Scotland.
Historischer Familiensitz der Lords war Beaufort Castle bei Beauly im Norden Schottlands, das 1994 verkauft wurde. Mit dem Erlös wurden aufgelaufene Schulden bezahlt.

## Geschichte des Titels

### Verleihung
Der Titel wurde zwischen 1458 und 1464 durch Letters Patent für Hugh Fraser, den Chief des Clan Fraser, geschaffen.

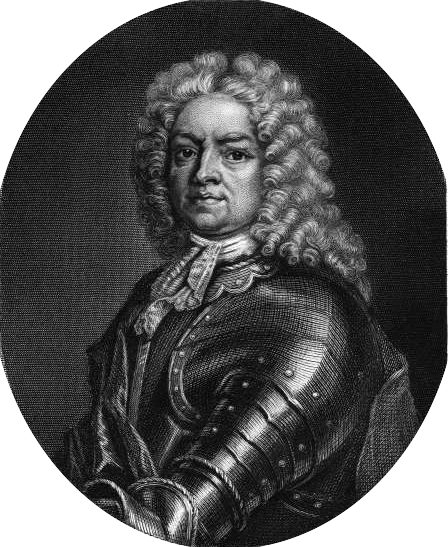
Simon Fraser, 11. Lord Lovat

### Entziehung des Titels
Der Sohn des 10. Lords Lovat, Simon Fraser, entführte 1697 die Tochter des 9. Lords um sie zu zwingen, ihn zu heiraten. Ihre Familie mütterlicherseits, der Clan Murray, erreichte, dass Fraser fliehen musste und durch das Parlament (Bill of Attainder) zum Tode verurteilt und seiner Titel verlustig erklärt wurde. Nachdem er beim Jakobitenaufstand von 1715 zunächst die Jakobiten unterstützt hatte, wechselte er plötzlich die Seiten und eroberte Inverness Castle für die Krone. Er wurde dafür am 10. März 1716 vollständig begnadigt und 1730 wieder in seinen Titel eingesetzt. Schon 17 Jahre später wurde Fraser allerdings wieder sein Titel entzogen; nunmehr wurde er tatsächlich wegen Hochverrates verurteilt und hingerichtet, nachdem er den Jakobitenaufstand von 1745 unterstützt hatte.
Dessen Sohn, Simon Fraser († 1782), hatte sich ebenfalls am Jakobitenaufstand von 1745 beteiligt, erreichte jedoch 1750 eine vollständige Begnadigung, wurde aber nicht wieder in den Titel eingesetzt. Er zeichnete sich später als britischer General im Amerikanischen Unabhängigkeitskrieg aus.

### Erneuerung des Titels

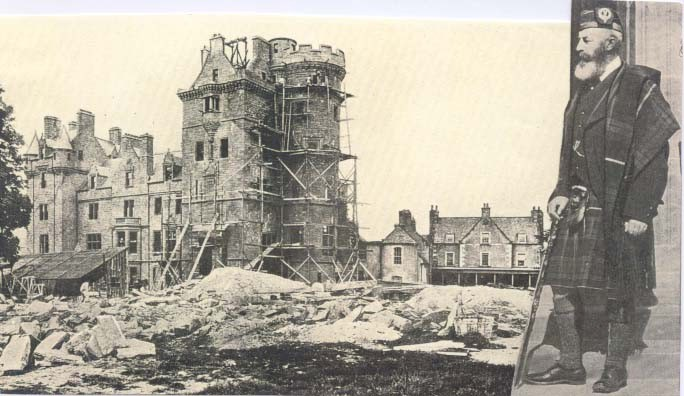
Beaufort Castle im Bau Ende der 1870er-Jahre. Der 13. Lord Lovat ist rechts zu sehen.

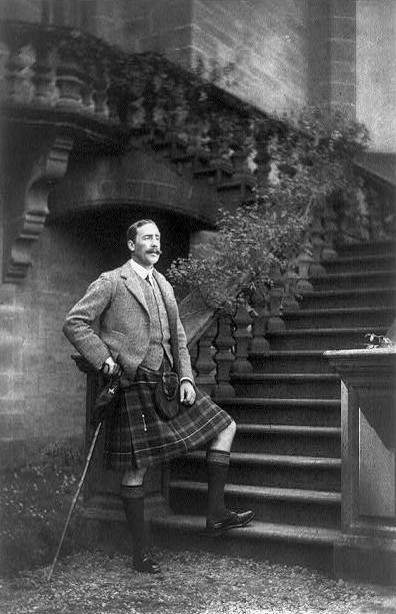
Der 14. Lord Lovat.

Simon Fraser, 15. Lord Lovat nach Rückkehr vom Dieppe Raid, August 1942

Das übernächste Oberhaupt des Clans Fraser, Thomas Fraser, petitionierte 1825 für die Wiederherstellung des Lordtitels. Zunächst gelang ihm, dass ihm am 28. Januar 1837 der in der Peerage of the United Kingdom neugeschaffene Titel Baron Lovat, of Lovat in the County of Inverness, verliehen wurde. Dieser war damals im Gegensatz zum schottischen Lordtitel mit einem erblichen Sitz im britischen House of Lords verbunden. Am 10. Juli 1854 erreichte er auch einen Parlamentsbeschluss, der die Verurteilung des 11. Lords insgesamt aufhob und den Lordtitel für ihn als 12. Lord Lovat wiederherstellte. In der Zählung des Clans Fraser wird er als 14. Lord Lovat geführt, weil dort die Titelträger während der Zeit, in der der Titel entzogen war, mitgezählt werden.
Der 15. Lord Lovat war ein berühmter Führer von britischen Kommandos im Zweiten Weltkrieg. Er hatte zunächst bei den heute noch bestehenden, von seinem Vater gegründeten Lovat Scouts gedient. Heutiger Titelinhaber ist seit 1995 dessen Enkel Simon Fraser als 16. Lord und 5. Baron.

## Liste der Lords Lords Lovat (1458–64)
- Hugh Fraser, 1. Lord Lovat († um 1500)
- Thomas Fraser, 2. Lord Lovat († 1524)
- Hugh Fraser, 3. Lord Lovat († 1544)
- Alexander Fraser, 4. Lord Lovat († 1558)
- Hugh Fraser, 5. Lord Lovat († 1577)
- Simon Fraser, 6. Lord Lovat (etwa 1572–1633)
- Hugh Fraser, 7. Lord Lovat († 1646)
- Hugh Fraser, 8. Lord Lovat (1643–1672)
- Hugh Fraser, 9. Lord Lovat (1666–1696)
- Thomas Fraser, de iure 10. Lord Lovat (1636–1699)
- Simon Fraser, 11. Lord Lovat (etwa 1667–1747) (Titel verwirkt 1747)
  - Simon Fraser († 1782)
  - Archibald Campbell Fraser († 1815)
- Thomas Fraser, 12. Lord Lovat, 1. Baron Lovat (1802–1875) (1837 zum Baron Lovat erhoben; Lordtitel 1854 wiederhergestellt)
- Simon Fraser, 13. Lord Lovat, 2. Baron Lovat (1828–1887)
- Simon Fraser, 14. Lord Lovat, 3. Baron Lovat (1871–1933)
- Simon Fraser, 15. Lord Lovat, 4. Baron Lovat (1911–1995)
- Simon Fraser, 16. Lord Lovat, 5. Baron Lovat (* 1977)

Voraussichtlicher Titelerbe (Heir Presumptive) ist der jüngere Bruder des jetzigen Lords Jack Fraser, Master of Lovat (* 1984).